# Patagonia andina
La Patagonia andina es una región geográfica de América del Sur, dominada por el extremo sur de la cordillera de los Andes que, en esta zona, se denomina Andes patagónicos. Constituye el borde occidental de la Patagonia cuya zona oriental suele denominarse Patagonia extra-andina. La Patagonia andina es una región estrecha, de casi 2000 km de largo, mayormente en la dirección norte-sur, con su vertiente oriental principalmente argentina y la occidental, chilena.
Está formada por los Andes patagónico-fueguinos, originados por el plegamiento andino en la era Cenozoica. La zona se extiende desde la latitud 30° Sur hasta el extremo sur del continente americano. Por el este limita con las mesetas patagónicas, y por el oeste con el océano Pacífico.
Los cordones montañosos están separados por valles ocupados por lagos o recorridos por ríos. Las mayores alturas son el Monte San Valentín o San Clemente, el volcán Lanín, el cerro San Lorenzo, el volcán Lautaro y el cerro Tronador con alturas entre 4000 y 3500 m s. n. m. En Tierra del Fuego, los Andes aparecen formando serranías no mayores a los 1500 m. Comparados con los Andes áridos o centrales, los Andes patagónicos tienen el nivel de las nieves eternas a menor altura, gracias a las bajas temperaturas y a los vientos húmedos provenientes del oeste que ocasionan intensas nevadas en la zona. Las abundantes precipitaciones permiten el desarrollo del bosque templado en las laderas de las montañas. En los valles, sectores protegidos, se establece la población, destacándose las localidades de San Carlos de Bariloche, Ushuaia, Esquel y San Martín de los Andes.

## Geografía física

### Dimensiones y límites
Se trata de una franja de unos 2000 o 2500 km de largo y unos 100 a 250 km de ancho de dirección general norte-sur, con una curva en el extremo sur luego de la cual, en Tierra del Fuego, tiene orientación general este-oeste, cuya cordillera suele denominarse Andes fueguinos. 
Limita al este con la Patagonia extra-andina que se caracteriza por un relieve de mesetas, un clima árido y bioma de estepa. Limita al oeste con el océano Pacífico en casi toda su extensión. Al noroeste, con la región la depresión intermedia chilena. Y al sur con el pasaje de Drake, la unión de los océanos Pacífico y Atlántico.

### Geología y geomorfología
La región presenta un relieve montañoso caracterizado por la presencia del extremo sur de la cordillera de los Andes. En esta zona, la cordillera se caracteriza por una menor altura respecto de los tramos centrales y la presencia de pasos cordilleranos que permiten el paso de los vientos húmedos del Pacífico lo que favorece el desarrollo del bosque tanto en las laderas occidentales como en las orientales, y con ello el asentamiento de la población. También se observa la presencia de geoformas producto de la acción glaciaria como lagos, circos glaciarios, morrenas y extensos campos de hielo de los que descienden varios glaciares. En esta zona tanto la Cordillera de la Costa como la depresión intermedia chilenas disminuyen su elevación en sentido norte a sur, de manera que, al sur de los 42°S la segunda se sumerge bajo el mar dando lugar al seno Renolcaví, los golfos de Ancud y Corcovado y el canal Moraleda.
La cordillera de los Andes se ha levantado por la subducción de placas tectónicas oceánicas de Nazca y la Antártica por debajo de la placa Sudamericana en un proceso denominado orogenia andina viene actuando desde el periodo Jurásico (hace 200 millones de años) hasta el presente. Teniendo en cuenta los límites de las placas tectónicas, Gansser, denomina Andes centrales a la zona donde la placa sudamericana entra en contacto la de Nazca, situación se extiende hasta la latitud el golfo de Penas (46° 30’) Al sur de este punto, la placa sudamericana entra en contacto con la placa antártica y la cordillera se denomina Andes del sur. El golfo de Penas marca el punto en el que la dorsal de Chile toca el continente y donde se encuentran las placas Sudamericana con las de Nazca y la Antártica, constituyendo el punto triple de Aysén o de Chile.
La zona patagónica se caracteriza por la presencia de volcanes en casi toda su extensión. Forma parte del Cinturón de fuego del pacífico. En la zona patagónica se ubican dos de las cuatro zonas volcánicas de los Andes: la Zona Volcánica Sur y la Zona Volcánica Austral interrumpidas por una pequeña brecha sin vulcanismo que coincide con el punto triple mencionado.
El extremo norte del segmento patagónico de los Andes del sur ha sido ubicado en los 39° de latitud usando como criterio el espesor elástico de la litosfera. Estos se desarrollan hacia el sur, hasta el golfo de Penas. La zona de cordillera al sur del mencionado golfo corresponde a los Andes australes.
Otro criterio geológico para diferenciar entre la cordillera Principal y la cordillera Patagónica es el predominio de secuencias de estratos marinos jurásicos y cretácicos al norte y el desarrollo de extensas masas de granito (batolitos) hacia el sur. El límite entre ambas coincide con el sur del Lago Aluminé (aproximadamente 39°S).
Otras zonificaciones continentales que tienen en cuenta otros criterios geográficos, denominan Andes patagónicos a toda la cordillera al sur del paso de Pino Hachado (38° 40' S).
Se puede dividir la Cordillera Patagónica en dos segmentos. Una Cordillera Patagónica Septentrional, caracterizada por el importante desarrollo de rocas volcánicas y una Cordillera Patagónica Austral, donde están bien desarrollados los depósitos marinos del cretácico inferior, fijando el límite en los 45° de latitud.

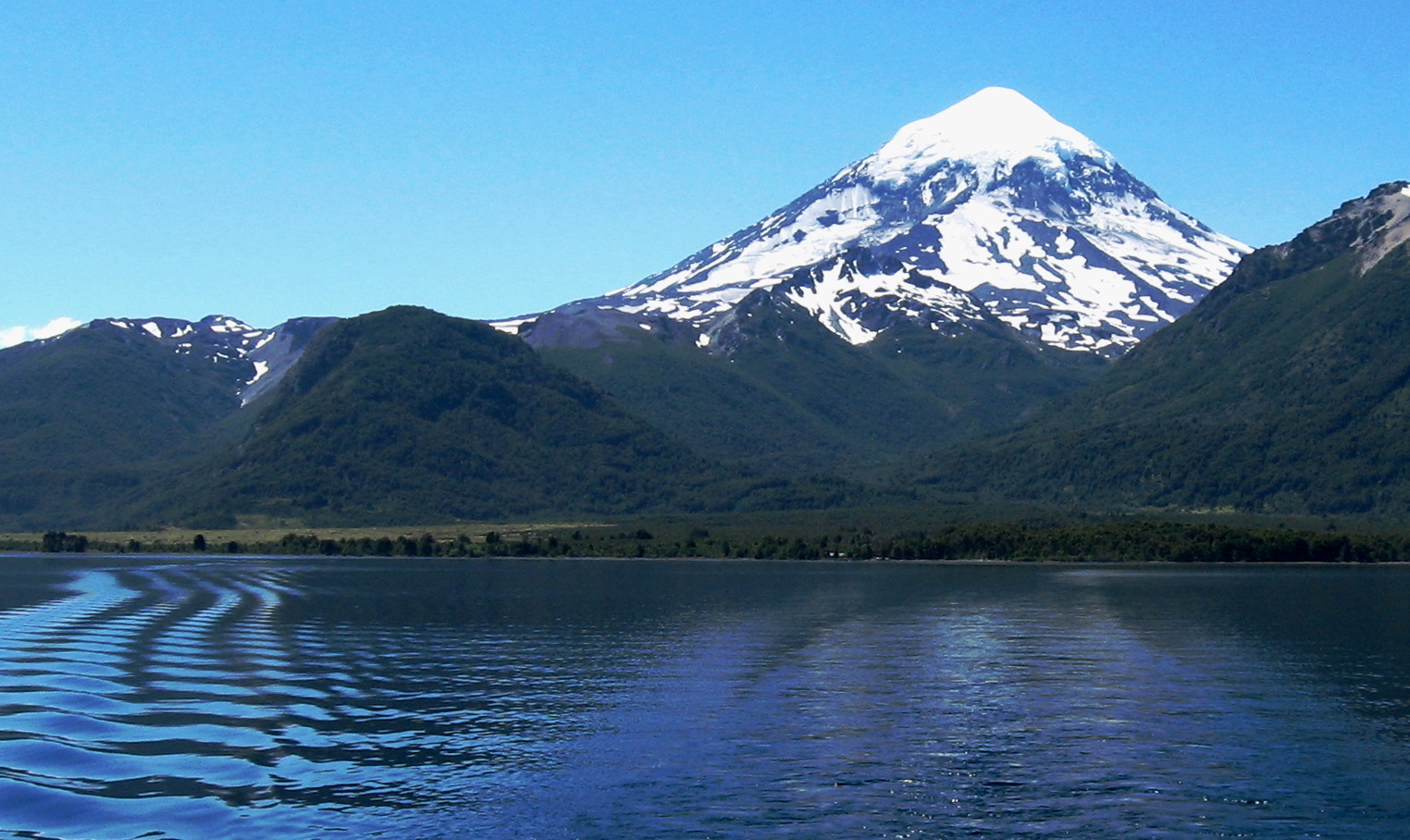
Volcán Lanín en verano, visto desde el lago Huechulafquen.

La tabla siguiente muestra los puntos más altos del tramo norte de la cordillera patagónica (al sur de la latitud 39°) y de más de 2500 m s. n. m. de altura ordenados de norte a sur.
| Nombre            | Altitud (m s. n. m.) | Coordenadas     | Región - Provincia    |
| ----------------- | -------------------- | --------------- | --------------------- |
| Volcán Villarrica | 2847                 | 39°25′S 71°56′O | Araucanía             |
| Volcán Lanín      | 3776                 | 39°38′S 71°30′O | Araucanía - Neuquén   |
| Volcán Osorno     | 2652                 | 41°06′S 72°29′O | Los Lagos             |
| Cerro Tronador    | 3554                 | 41°09′S 71°53′O | Los Lagos - Río Negro |
| Cerro Dos Picos   | 2515                 | 42°26′S 71°55′O | Chubut                |

La tabla siguiente contiene los puntos mayores de 3000 m s. n. m. de la zona austral de la cordillera de los Andes continental.
| Nombre                            | Altitud (m s. n. m.) | Coordenadas     | Región - Provincia      |
| --------------------------------- | -------------------- | --------------- | ----------------------- |
| Monte San Valentín o San Clemente | 3910                 | 46°35′S 73°20′O | Aysén                   |
| Cerro San Lorenzo o Cochrane      | 3706                 | 47°35′S 72°18′O | Aysén - Santa Cruz      |
| Volcán Lautaro                    | 3623                 | 49°01′S 73°30′O | Magallanes              |
| Monte Fitz Roy o Chaltén          | 3405                 | 49°16′S 73°02′O | Magallanes - Santa Cruz |
| Aguja Poincenot                   | 3002                 | 49°17′S 73°02′O | Magallanes - Santa Cruz |
| Cerro Torre                       | 3133                 | 49°17′S 73°05′O | Magallanes - Santa Cruz |
| Cordón Mariano Moreno             | 3249                 | 49°29′S 73°25′O | Magallanes - Santa Cruz |
| Cerro Roma                        | 3180                 | 49°58′S 73°30′O | Magallanes - Santa Cruz |
| Cerro Agassiz/Antiguo Bertrand    | 3177                 | 49°57′S 73°27′O | Magallanes - Santa Cruz |
| Cerro Paine Grande                | 3143                 | 51°S 73°05″O    | Magallanes              |

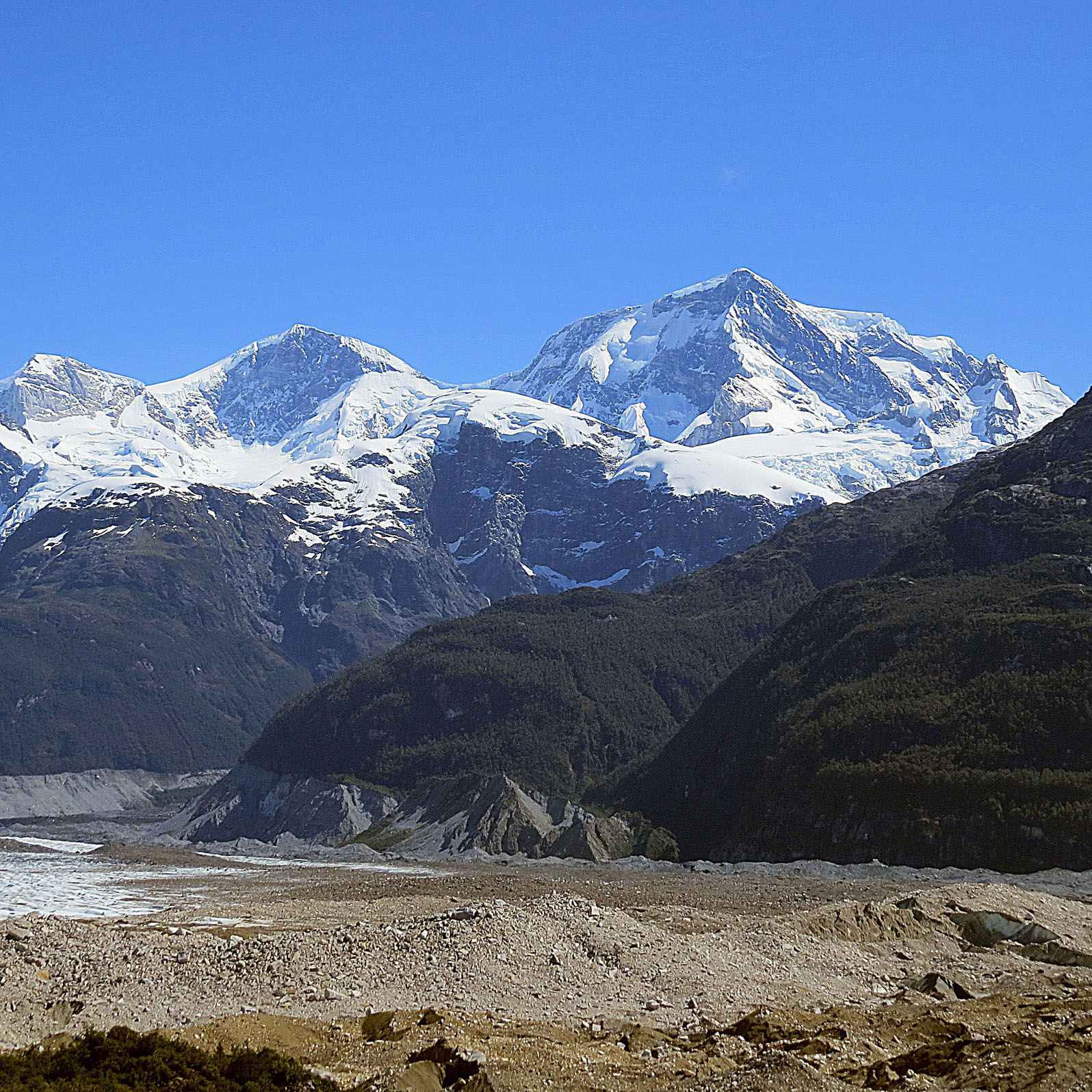
Monte San Valentín en verano.

Al sur del Estrecho de Magallanes la cordillera es denominada Andes fueguinos. Este tramo, de orientación este-oeste, tiene sus mayores alturas en la Cordillera Darwin, ubicada en el sector sudoccidental, chileno, de la isla Grande de Tierra del Fuego. Sus puntos más altos son el monte Shipton o Darwin, (2469 m s. n. m.), Monte Sarmiento (2404) y Monte Bove (2279 m s. n. m.).

### Glaciaciones, campos de hielo y glaciares
Durante el pasado geológico y debido a causas extra-planetarias se produjeron reiteradas disminuciones de los valores de radiación solar recibidos en el planeta causando descensos de la temperatura en la atmósfera. Sumado a ello, la producción de vientos húmedos desde Anticiclón del Pacífico Sur y el continuo ascenso tectónico de la Cordillera de los Andes generaron la acumulación de hielo glaciar en las cumbres de los Andes Patagónicos, dando origen a mantos de hielo de montaña con glaciares de descarga hacia ambas vertientes, épocas que se denominan glaciaciones.
Las glaciaciones patagónicas se desarrollaron en múltiples eventos de duración e intensidad variadas. La mayor parte del paisaje glacial actual es el resultado del modelado glacial ocurrido durante el Pleistoceno. Una característica propia de los Andes Patagónicos es que estuvieron cubiertos por una capa de hielo de montaña continua, desde 37 ° S hasta el Cabo de Hornos (56 ° S), en al menos cinco glaciaciones importantes en el último millón de años.
El evento glacial más importante, ocurrió 1 millón de años A.P,  y se lo denomina la Gran Glaciación Patagónica (GGP). En este evento, los glaciares que descargaban el manto de hielo de montaña alcanzaron la costa atlántica en la región del Estrecho de Magallanes. A partir de la Gran Glaciación Patagónica, el clima empeoró en reiteradas oportunidades pero, en forma menos drástica. Durante los eventos fríos del Pleistoceno Medio, los paleoglaciares patagónicos y fueguinos se extendieron por más de 300 km desde el frente de montaña. El último evento frío que generó el descenso de los glaciares hasta el nivel del mar actual fue el ocurrido hace 25 000 años A.P. (Último Máximo Glacial). La red hidrográfica actual se desarrolló después de este evento.

## Origen y evolución

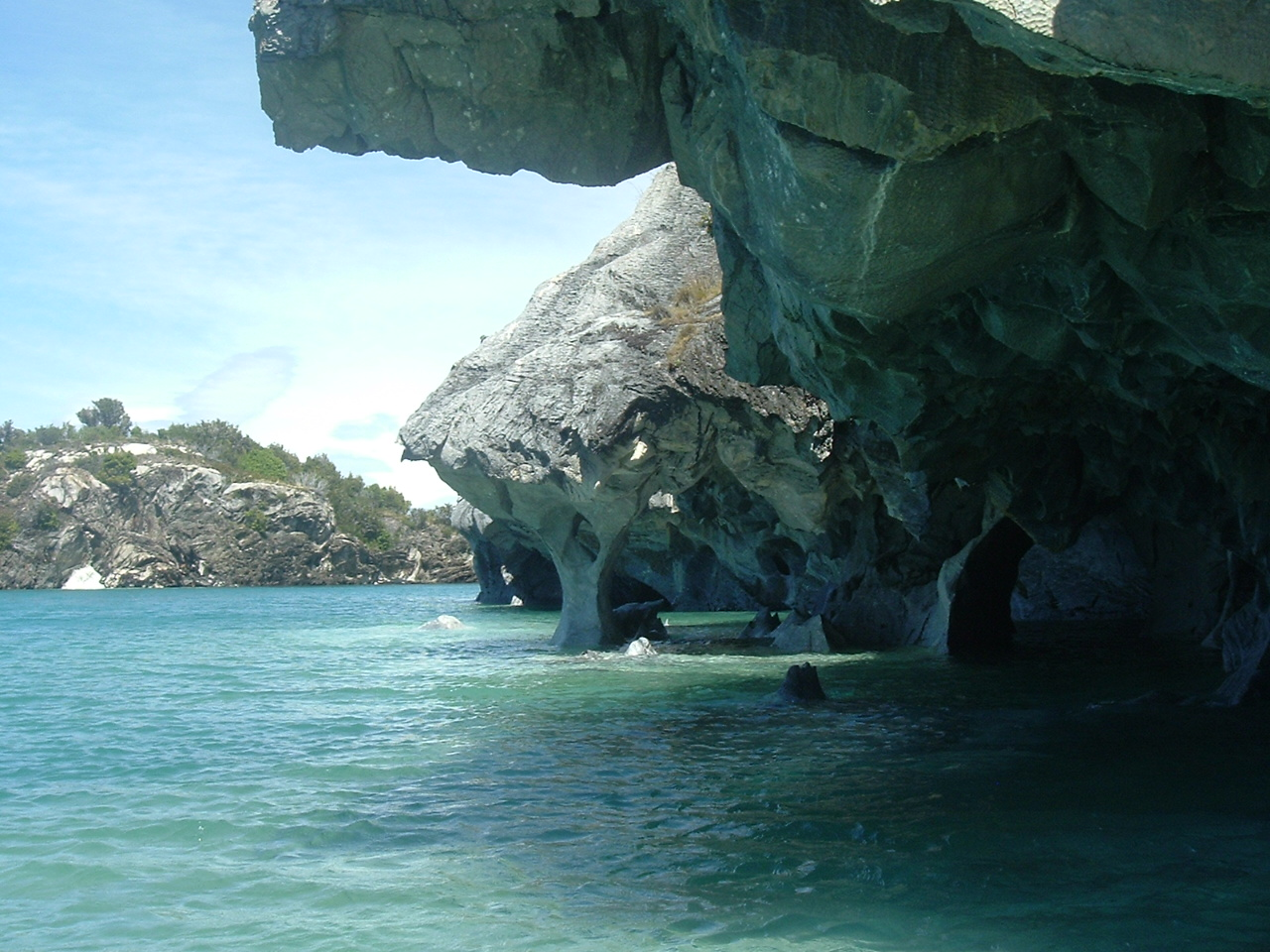
Lago Buenos Aires/General Carrera en verano.

Se formó en la era cenozoica (en su periodo terciario) y su relieve fue muy modificado por las glaciaciones. Este tramo es más angosto y menos elevado que los Andes centrales. Sus altitudes excepcionalmente superan los 2600 m s. n. m. El pico culminante es el volcán Lanín, en la frontera entre la provincia argentina de Neuquén y la Región de la Araucanía de Chile, de una altitud de 3776 m s. n. m. Las montañas no constituyen un encadenamiento continuo, sino que están cortadas transversalmente por numerosos valles y lagos que son depresiones de origen tectónico-glaciar. Los valles cumplen la función de pasos o boquetes  a baja altura y sirven como lugar de asentamiento. Los Andes patagónicos contienen la más importante cuenca lacustre de la Argentina; entre los de mayor superficie se encuentran los lagos Buenos Aires/General Carrera, San Martín/O'Higgins, Viedma, Argentino y Nahuel Huapi.
Por representar una barrera que obliga a elevarse a los vientos del oeste, se registran precipitaciones orográficas muy copiosas en forma de lluvia y nieve  que alimentan los campos de hielo y los caudales fluviales. Las cumbres se presentan nevadas y en el suroeste la Argentina comparte con Chile el denominado campo de hielo Patagónico Sur, residuo de la última glaciación. Además de los lagos, el paisaje muestra una variedad de formas generadas por la glaciación: lenguas de hielo que desaguan al hielo continental, circos glaciares en las cumbres, morrenas, drumlins entre otras.
Tienen una red hidrográfica muy ramificada que en el pie oriental se unifica en unos pocos colectores que recorren la Patagonia extraandina. Las laderas de las montañas están cubiertas por una abundante vegetación arbórea, especialmente coníferas como el gigantesco lahuán, el pehuén, el rauli y el lipain, y fagáceas australes como la lenga, el maitén, el ñire, el notro o el arrayán (quetri). El paisaje es de tipo alpino, de gran atracción turística. El núcleo más importante para esta actividad es San Carlos de Bariloche.

## Población

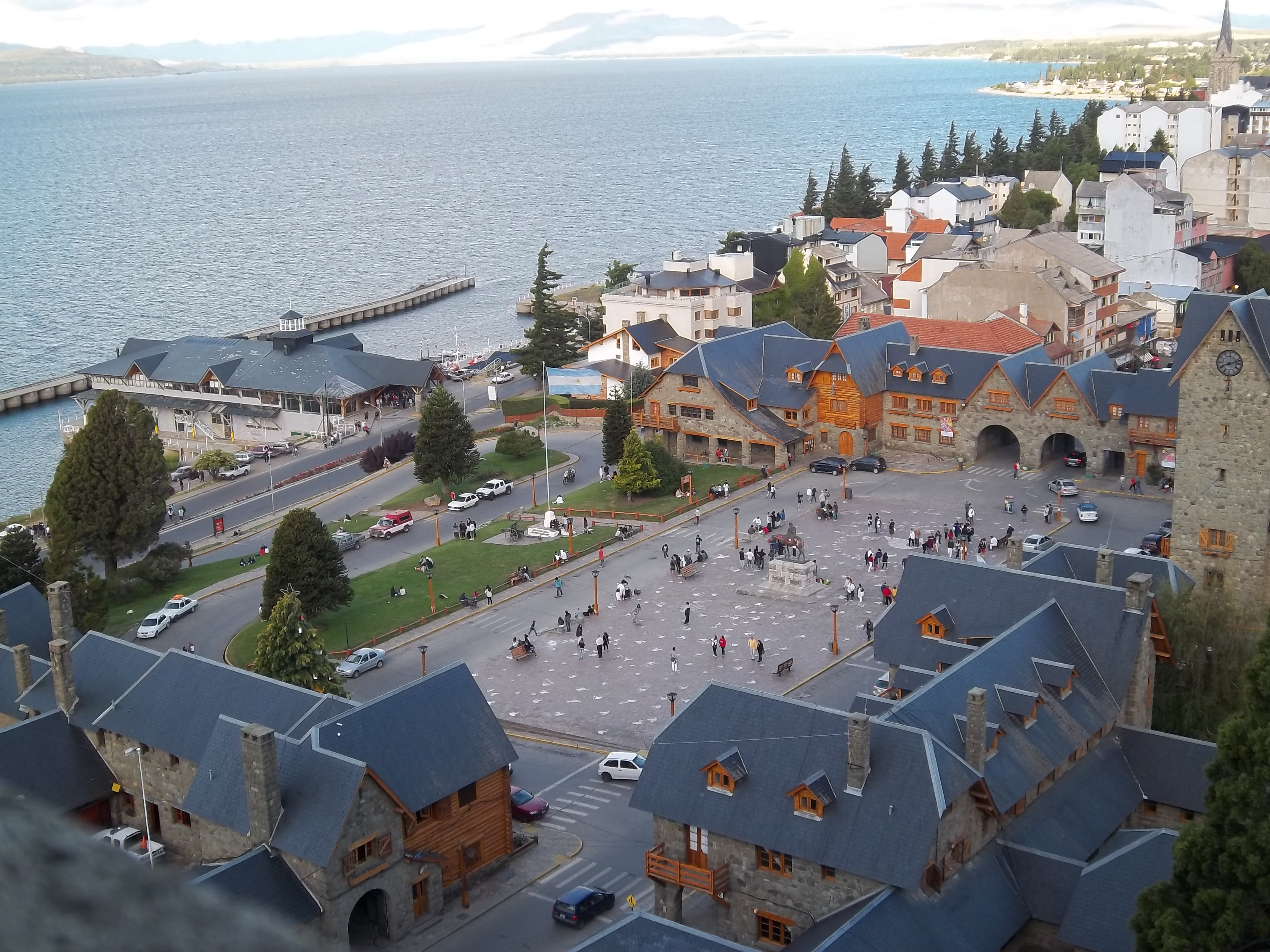
San Carlos de Bariloche en verano.

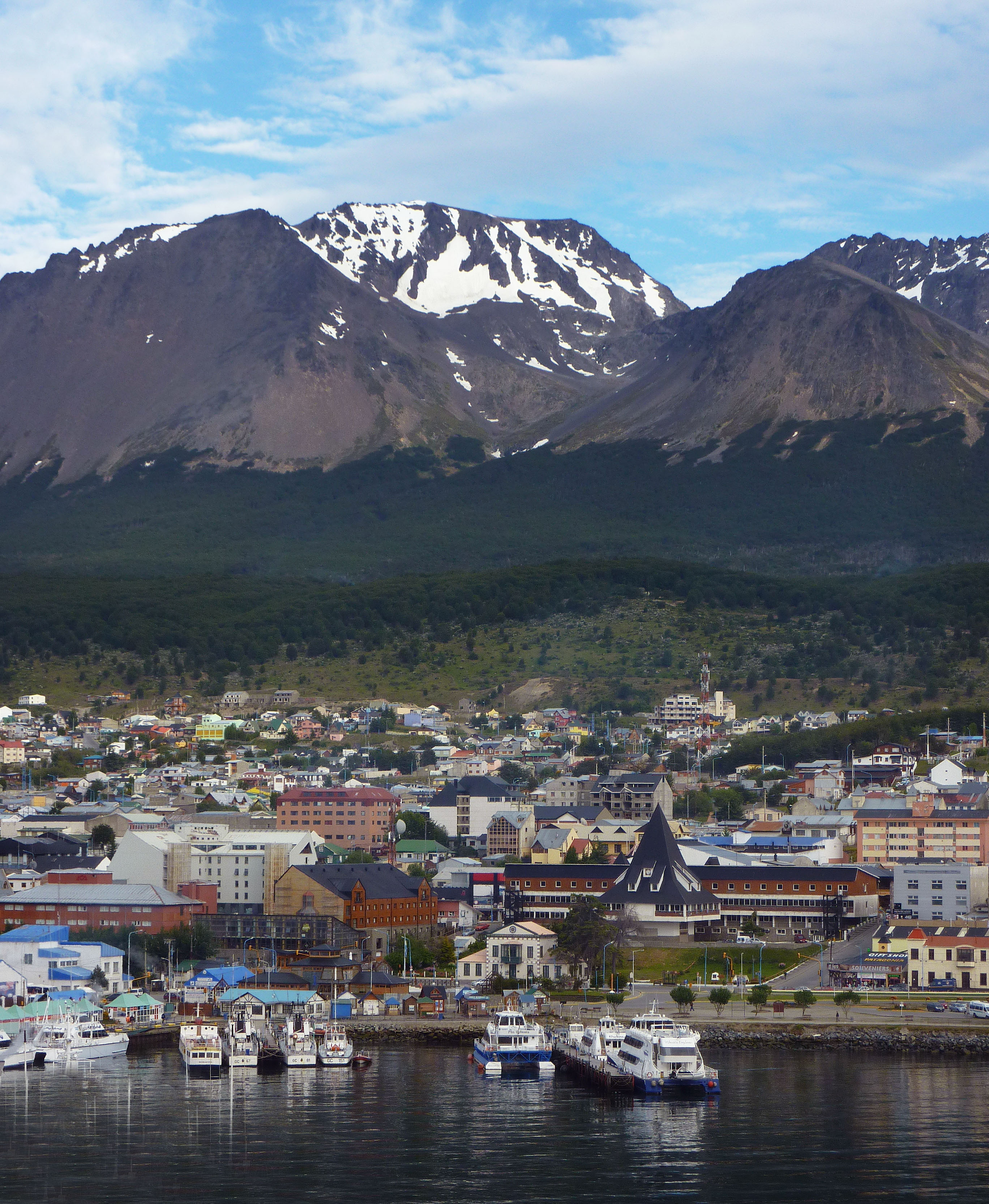
Ushuaia en verano.

Dadas las condiciones de relieve, las características del suelo y del clima poco benigno, la instalación de la población se concentra en asentamientos bastante distantes entre sí.
La mayor parte de la población se concentra a orillas de los ríos más importantes. Allí se han desarrollado oasis de cultivos de diversas extensiones.
A pesar de la poca población, es una zona muy aprovechada económicamente gracias a los recursos naturales que la región posee, como por ejemplo los minerales, los valles fluviales, etc.

### Factores de atracción
- La combinación de montañas con cumbres nevadas, lagos impetuosos, vegetación boscosa y glaciares imponentes constituyen uno de los paisajes más hermosos y turísticos de Chile y  Argentina.
- La fertilidad de los valles y planicies debido a los ríos que recorren la región.
- Disponibilidad de los recursos necesarios para la vida.
- Aprovechamiento de la energía hidroeléctrica, vegetación boscosa, reservas de agua dulce y minerales

### Factores de expulsión
- Condiciones climáticas muy duras, frecuentes nevadas, temperaturas muy bajas, principalmente en invierno, viento fríos, etc.
- Relieve accidentado: Montañas con cumbres puntiagudas, nevadas permanentes, bloque de hielo apoyados, etc.
- Valles transversales ocupados por hielos.

### Primeras poblaciones
Los primeros habitantes conocidos de estas tierras fueron los chonk  o Tsonk  llamados patagones  por los españoles y tehuelches  por los mapuches  (tal nombre deriva del mapudungún chewel, bravo o arisco, y che, gente) y los puelches o gününa küne o Guenaken. Se divide a los Chonk en tres grupos de acuerdo a su lengua, pero todos ellos tenían una cultura, cazadora recolectora  muy parecida a la de otros pampidos.
Eran cazadores nómadas, sus presas preferidas eran el guanaco y el ñandú (choique). La división de trabajos estaba en estrecha relación con el sexo, los hombres fabricaban armas, guerreaban y cazaban; las mujeres preparaban pieles, las pintaban, recolectaban leña y agua, y hacían la comida.
Según la costumbre, cuando estaban embarazadas trabajaban con más ahínco, ya que se decía que esto fortalecía al bebé, asegurando su futura dedicación al trabajo.
Creían en la inmortalidad del alma y su pasaje a otro miembro de la familia.
Vestían quillangos, una prenda de piel de cuero de guanaco en la que se envolvían del cuello a los pies; las usaban con el pelo hacia adentro, y por fuera a veces la pintaban. También utilizaban pieles de zorros y liebres. Los hombres se ponían en los pies una especie de sandalias (cuero de guanaco atado con correas), o para andar en caballo, botas que hacían con los garrones de aquel. Con el tiempo y su relación con los colonizadores europeos fueron adoptando ropas de género.
Hoy los chonk o, según el nombre que les impusieron lo mapuches: tehuelches, están en Chubut, asentados en dos reservas, El Chalía  y Loma Redonda; tanto en la primera como en la segunda se encuentran en riesgos de desaparición, con total de aproximadamente 80 personas la primera y 30 la segunda. En la población predominan los viejos y las madres con niños menores, prácticamente no hay hombres jóvenes. Sus viviendas son ranchos de adobe y han perdido la lengua chonk, tsonk, y hablan la lengua mapuche (mapudungun) y el español castellano. Ya en la Patagonia oriental se ubican chonk en Camusu Aike de la Provincia de Santa Cruz.

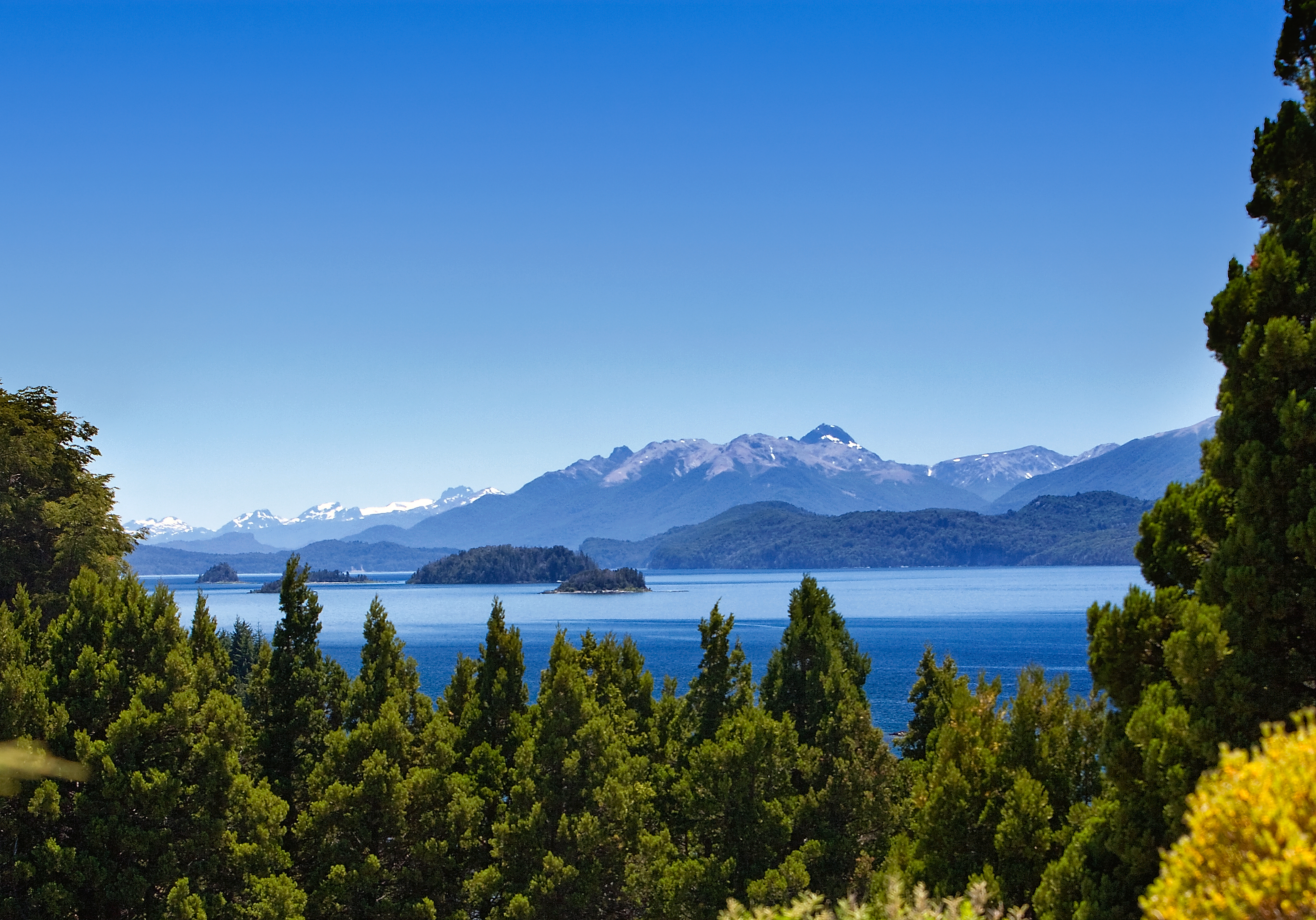
El lago Nahuel Huapi.

### Núcleos urbanos y densidad de población en el sector argentino
Debido a que la escasez y precariedad de las comunicaciones dificultan el crecimiento de los centros urbanos, en la Patagonia andina se reconocen tres núcleos poblacionales principales:
- Al norte destacan San Carlos Bariloche, Esquel, San Martín de los Andes, El Bolsón, Junín de los Andes y Villa La Angostura, impulsados por una corriente turística creciente.
- En el sur de Santa Cruz, la presencia de un yacimiento carbonífero determinó el surgimiento de las localidades de Río Turbio y 28 de Noviembre, mientras que la cercanía del glaciar Perito Moreno impulsó el crecimiento de El Calafate en los últimos 20 años.
- En los Andes fueguinos sólo podemos encontrar a la ciudad de Ushuaia, principal centro administrativo, político y turístico de la provincia isleña.

La densidad de población de la Patagonia Andina es inferior a aquella de la Patagonia Extrandina-Atlántica: 5,7 hab/km² en la región de los lagos comprendida entre los departamentos Huiliches y Futaleufú; 0,7 hab/km² en el departamento Lago Argentino; y de 6 hab/km² en el departamento Ushuaia.

## Economía

### Turismo en el sector argentino

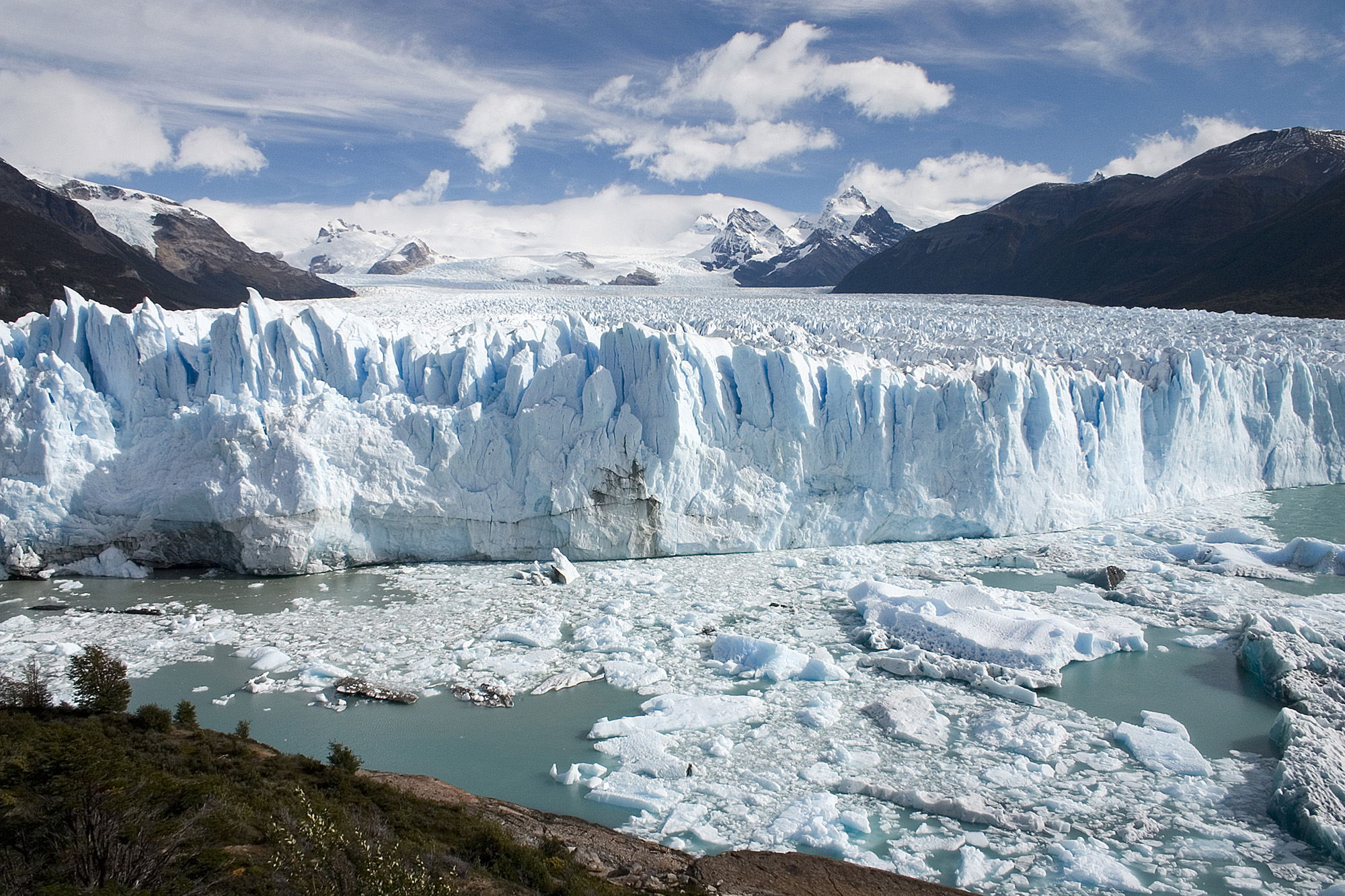
Glaciar Perito Moreno.

La principal fuente de ingresos de la región es el turismo tanto de verano como de invierno.
Por ejemplo San Carlos de Bariloche recibe anualmente gran cantidad de turistas y es el centro de deportes invernales más importantes del país. Junto con la actividad turística local se han desarrollado industrias del chocolate que abastecen las demandas turísticas regionales. Estas son muy conocidas en el país y constituyen una fuente importante de empleo.
También se pueden encontrar los parques nacionales en el área cordillerana, estos son los primeros del país y se relaciona con los centros turísticos más destacados. En Santa Cruz la actividad turística se concentra en el lago Argentino, en el glaciar Perito Moreno y la localidad de Calafate. El Calafate tuvo un rápido crecimiento en los últimos años principalmente por el turismo, ya que se encuentra enclavado en las cercanías del parque nacional Los Glaciares.
En la época boreal, gran cantidad de gente se acerca a los parques nacionales Nahuel Huapi, Los Alerces, Lanín, Arrayanes y Los Glaciares, declarado patrimonio de la humanidad por la UNESCO en el año 1981. Para esquiar la opción más elegida es el centro de esquí Cerro Catedral, cerca de San Carlos de Bariloche. También son importantes los centros de esquí Cerro Chapelco, cercano a San Martín de los Andes; Cerro Bayo, cercano a Villa La Angostura; Cerro Castor, cercano a Ushuaia; y Cerro La Hoya, cercano a Esquel.
También la pesca de agua dulce, principalmente deportiva, ya que la mayoría de las cuencas lacustres están protegidas, aporta a la economía de la región aunque desde el punto de vista turístico. Por esto, la producción de los criaderos de trucha, salmón, pejerrey y perca, están destinados a la exportación y al abastecimiento del turismo.

Gran parte de los importantes lagos, debido a la similitud de orígenes y entorno, tiene un aspecto alpino ya que se formaron a partir de antiguos glaciares que tuvieron su máxima expansión hace unos 12 000 años durante el Wurmiense; recientemente el ecosistema (a partir de la segunda mitad de los 1970) de varios de los lagos tiene el incipiente peligro de la presencia de especies alóctonas nocivas como el alga llamada sencillamente dydimo y taxonómicamente conocida como Didymosphenia geminata.

### Agricultura
Los valles andinos destacan por una agricultura especializada en cerezas, frutillas, guindas y otros frutos finos como la zarzaparrilla, la mosqueta, el saúco, el casis, la grosella, el calafate, el arándano y la frambuesa, así como diversas setas u hongos comestibles como el llao llao o pan de indio. Destacan el Bolsón por sus cultivos de lúpulo para proveer a las fábricas de cerveza artesanales de toda la región; El Hoyo por la producción de frambuesas, frutillas y arándanos; y Los Antiguos, centro cerecero más importante del país.
En las dos últimas décadas se han realizado pequeños emprendimientos para diversificar la producción agrícola. Es el caso de los viñedos, el cultivo y exportación de bulbos de tulipán, y la apicultura.

### Ganadería y otras actividades económicas
En los valles cordilleranos neuquinos, la trashumancia se ha convertido en el método más utilizado para el desarrollo de la ganadería caprina(animales como cabras). Los productores suelen desplazarse a campos de la veranada en los faldeos cordilleranos, recorriendo distancias de hasta 150 km en busca de agua y forrajes. En general, la producción ganadera neuquina presenta condiciones de estancamiento por las escasas inversiones. En los valles chubutenses de Cholila y Trevelin se desarrolla la ganadería bovina y ovina. Estancias de la zona han sido premiadas en la Sociedad Rural de Esquel y en reiteradas exposiciones anuales de la Sociedad Rural Argentina en Buenos Aires, por la producción de ejemplares de excelente genética.
La región presenta una variedad de cursos y espejos de agua para la práctica de la pesca deportiva, principalmente de trucha y salmón. Para mantener el recurso, la temporada se restringe al período entre el 1 de noviembre y el 1 de mayo siguiente. Distintos organismos provinciales financian el repoblamiento de los ríos y lagos mediante la cría de peces en cautiverio (Piscicultura).

## Precordillera Patagónica

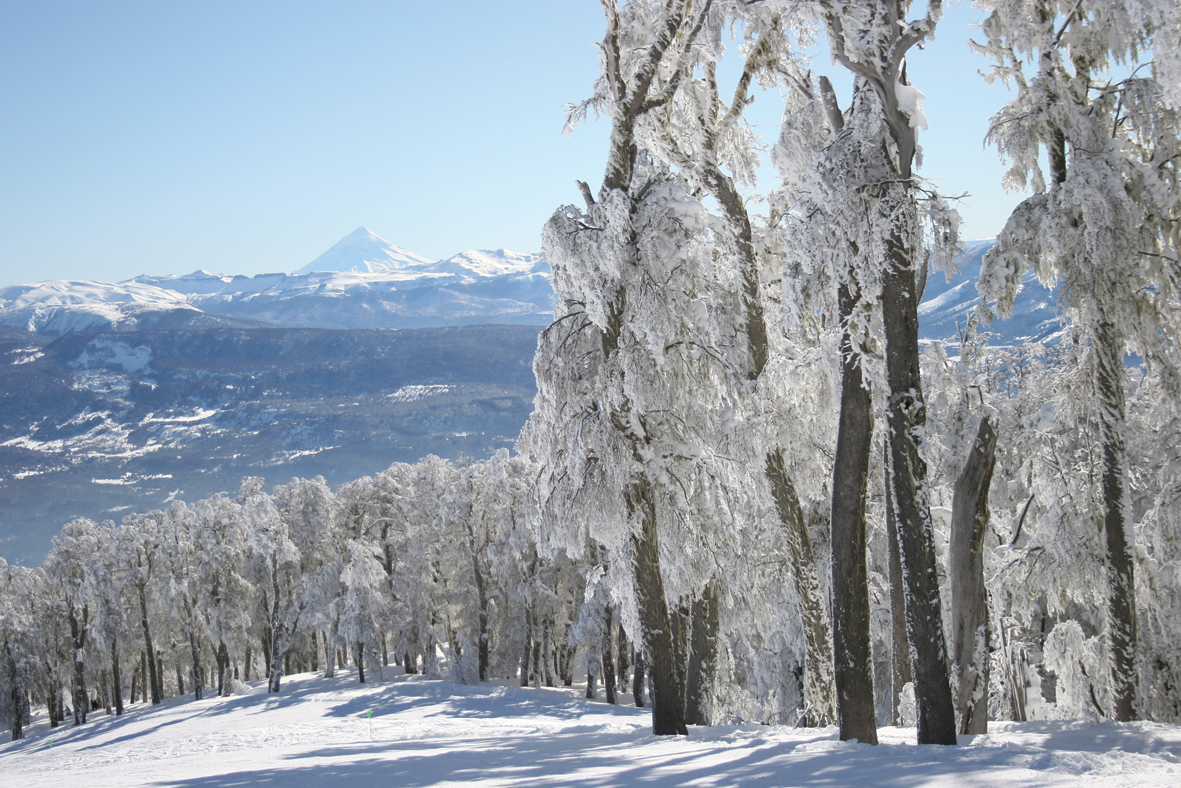
Paisaje invernal en Chapelco (Provincia de Neuquén).

Ocupa una franja contigua a la cordillera, desde el límite de los bosques hasta la isohieta  de 300 mm. Anuales. Su relieve está caracterizado por cordones montañosos y sierras modelados por procesos exógenos como las cordilleras de Patagónides. El clima se caracteriza por un marcado gradiente en las precipitaciones, que pasan de 800mm a 300mm anuales en unas pocas decenas de kilómetros, concentrándose particularmente en la época invernal. La temperatura media es de alrededor de 8°C. La vegetación corresponde a un mosaico, con predominio de bosques de y selvas frías de coníferas como el lahuán o alerce patagónico, el lipaín o cedro patagónico, el pehuén o araucaria etc. y fagáceas australes como la lenga y el ñire etc. en las zonas de valles andinos y estepas graminosas con Stipa speciosa var y Festuca pallescens "coirón dulce", ingresiones del bosque en forma de isletas, y bambuaceas de tallo sólido (sin médula hueca) llamadas coligües (Chusquea culeou) que proliferan en numerosos mallines  (5 a 10% de la superficie). Predominan los suelos francos arenosos de un moderado déficit hídrico estival (Molisoles xericos). Presenta abundantes recursos hídricos, de buena calidad. La actividad principal es la ganadería bovina y ovina. Presenta buena aptitud forestal en suelos favorables.

## Incendios de la Patagonia andina chubutense en febrero de 2015
En el verano meridional (a fines del mes de febrero)  una sequía prolongada y la incuria provocaron los mayores incendios de los que memoria se tiene en esta región (zona entre Lago Puelo y Cholila); para combatirlos apenas se han tenido unos pocos "aviones hidrantes" que no son más que avionetas monomotoras fumigadoras incapaces de accionar en el aire cubierto de humo, tales avionetas han tenido una reacción tardía ante los focos de incendio al parecer debido a la coyuntura de caídas de rayos y coliguales secos aunque en algunos sectores sus focos parecen haber sido provocados por la acción humana, así es que el domingo 1 de marzo fueron detenidas algunas personas acusadas de provocar incendios con fines de especulación inmobiliaria. De este modo (y especialmente a partir de coliguales incendiados) han sido deforestadas por el fuego unas 34 000 ha o, lo que es lo mismo unos 340 km², Pese a la gravedad de los estragos los incendios prosiguieron hasta por lo menos el 4 de abril de ese año afectando también áreas de los bellos parques nacionales Los Alerces y Lago Puelo, solo copiosas lluvias otoñales parecen haber detenido al desastre que abarcó a más de 400 km² (o un área casi igual a la de toda Andorra). Si los incendios de esta región turística fueron provocados motivados intencionalmente por especulación inmobiliaria para luego obtener a precio vil los valiosos territorios afectados, se estaría con algo semejante a los a los enormes incencios provocados en el Valle de Calamuchita en septiembre de 2013.